# Heinold Steger
Heinold Steger (* 24. Jänner 1928 in St. Lorenzen; † 7. April 1991) war ein Südtiroler Funktionär, Politiker und Volksanwalt.
Steger übernahm 1961 als Direktor die Leitung des Südtiroler Bauernbunds. 1964 wurde er auf der Liste der Südtiroler Volkspartei (SVP) in den Landtag und damit gleichzeitig den Regionalrat gewählt, denen er bis zu seinem Rücktritt 1972 angehörte. Von 1964 bis 1972 war der Förderer Luis Durnwalders dabei als Landesrat für Landwirtschaft in den Kabinetten Magnago II und Magnago III Mitglied der Südtiroler Landesregierung. Anschließend arbeitete er als Generaldirektor im Assessorat für Landwirtschaft, sowie von 1974 bis 1985 als Präsident der Messe Bozen. 1985 übernahm er auf Vorschlag des Landtags das Amt des ersten Südtiroler Volksanwalts. Von 1989 bis zu seinem Tod 1991 betreute er auch das Amt des Präsidenten des Europäischen Ombudsmann-Instituts (EOI).